# Liste der Mitglieder der American Academy of Arts and Sciences/1830
Im Jahr 1830 wählte die American Academy of Arts and Sciences 7 Personen zu ihren Mitgliedern.

## Neugewählte Mitglieder
- John James Audubon (1785–1851)
- Gamaliel Bradford (1795–1839)
- Ezra Shaw Goodwin (1787–1833)
- Francis Lieber (1800–1872)
- Robert Treat Paine (1803–1885)
- John Reed junior (1781–1860)
- Francis Wayland senior (1796–1865)